# Philipp Otto Runge
Philipp Otto Runge (23. července 1777, Wolgast – 2. prosince 1810, Hamburk) byl německý malíř počátku romantismu. Mimo německou oblast je tento malíř známý spíše než svou malbou knihou Farbenkugel, což je přeloženo jako barevná koule, která je zajímavou knihou o teorii barev. Jeho obrazy se často zabývají snovou a symbolistní tematikou.

## Životopis
Runge se narodil v roce 1777 ve Wolgastu v Pomořanech. Nejprve byl žákem Heinricha Joachima Herterichsche a Gerdta Hardorfse v Hamburku, poté od roku 1799 do roku 1801 u Nicolae Abrahama Abildgaarda a Jense Juela v Kodani, kde se mimo jiné seznámil se svými přáteli, dánským sochařem Bertelem Thorvaldsenem a Casparem Davidem Friedrichem. Od roku 1801 do 1804 studoval v Berlíně. Během svého života byl nedoceněn, jeho dílu se věnovala větší pozornost teprve koncem 19. století.

## Dílo
- Matka a dítě u pramene,1804
- Odpočinek na cestě do Egypta,1806–1807
- Dítě na louce, 1805
- Hülsenbeckovy děti, 1806
- Ponaučení slavíka, 1804
- Dítě na louce, 1809
- Jitro, 1808–1809
- Nádherné ráno, 1810

## Externí odkazy

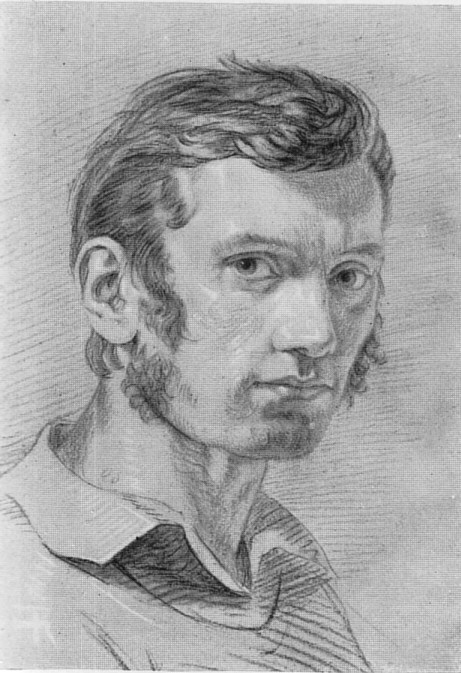
Autoportrét